# Coptops intermissus
Coptops intermissus es una especie de escarabajo longicornio del género Coptops, tribu Mesosini, subfamilia Lamiinae. Fue descrita científicamente por Pascoe en 1883.

## Descripción
Mide 14-15,75 milímetros de longitud.

## Distribución
Se distribuye por Indonesia.